# Max Rostal
Max Rostal   (Cieszyn, 7 d'agost de 1905 - Berna, 6 d'agost de 1991) fou un violinista polonès i nacionalitzat britànic posteriorment.
Estudià amb Carl Flesch. Durant el període comprès entre 1930 i 1933 impartí classes de violí en la "Hochschule" de Berlín; des de 1944 fins al 1958 en la "Guildhall School of Music", on entre d'altres alumnes tingué a Howard Leyton-Brown i, els alemanys Neithard Resa, Thomas Brandis i Edith Peinemann, i posteriorment en el conservatori de Berna (Suïssa), ciutat en què hi va morir.
Rostal interpretà una àmplia varietat de música, però destacà particularment en la interpretació d'obres contemporànies com el Concert per a violí núm. 2 de Béla Bartók.